# Wax Tailor
Wax Tailor, alias di Jean-Christophe Le Saoût (Vernon, 19 luglio 1975), è un produttore discografico hip hop francese.
Comincia la carriera nel 2004 con due EP's (Lost The Way and Que Sera e Where My Heart's At). Il primo album
Tales of the Forgotten Melodies, pubblicato nel marzo del 2005, mischia hip-hop, downtempo, trip hop con dei pezzi estratti dai film, e diventa uno dei migliori album elettronici dell'anno. Il secondo album Hope & Sorrow, uscito nell'aprile del 2007, è stato molto apprezzato dai fan. È stato nominato per "Victoires de la Musique" e US 'Indie music award'.

## Discografia

### Album
- Tales of the Forgotten Melodies 2005
- Hope & Sorrow 2007
- In the Mood for Life 2009
- Live à l'Olympia 2010
- Dusty Rainbow From The Dark 2012

### EP
- "Say Yes" 2009
- We Be/There is Danger 2008
- Positively Inclined/The Way We Lived 2007
- To Dry Up/The Games You Play 2007
- Our Dance/Walk the Line 2006
- Que Sera/Where my Heart's at 2004
- Lost the Way 2004

### Remixes
- Nina Simone "I Am Blessed" 2008
- Clover "Death of the Lonely Superhero (Wax Tailor remix)" 2005
- Looptroop & La Formule  "Deep under Water (Wax Tailor remix)" 2001
- Olaf Hund "Kitch Kitch Myrtille Sauvage" 2001

## Video
- Say yes (Tenas & Wax Tailor)
- Where my hearts at (Tenas)
- The Games You Play (Tenas)
- We be (Methieu Foucher)
- We be (Al'Arash Collectif)
- Positively Inclined (Tenas)
- To Dry up (Laurent King)
- Hypnosis Theme (Hugo Arcier)
- Our Dance (Laurent King)
- Lost the Way (Seamus Haley)